# アンナ・ラッセル (植物学者)
アンナ・ラッセル（Anna Russell、旧姓:ワースリー: Worsley、1807年11月 - 1876年11月11日）はイギリスの女性植物学者である。野外研究をした当時の女性植物学者として最も傑出した女性であると評価されている。

## 略歴
ブリストルのアーノス・ヴェール（Arno's Vale）に精糖業の父親のもとに生まれた。ユニテリアンの家で、科学に興味をもつ家族に囲まれて育った。義理の兄にノッティンガムの近くの教区の司教で、小説家のサミュエル・バトラーの父親になるトーマス・バトラーがいる。はじめ昆虫学に興味を持つが植物学に転じた。
1835年にイギリスの植物の地域分布を区分けしたワトソン（Hewett Watson）の"The New Botanist's Guide To The Localities Of The Rarer Plants Of Britain"、が出版され、ラッセルがブリストル地域の顕花植物の一覧を作った事で植物学者として注目された。1839年には31ページに及ぶニューベリ近傍の植物を掲載した植物カタログを発表した。ロンドン植物学会に参加し、植物交換会に尽力した。コケ類や菌類に興味をもった。
1844年に同じ、ユニテリアンで植物学者のフレデリク・ラッセルと結婚した。数年にわたって友人で、2人は一緒に植物採集を行った。2人はブリストルの近くのBrislingtonに住んだ後、1856年にウォリックシャーのケニルワースに移り、ウォリックシャーの真菌を研究し、730以上の図版を描いた希少種に関する論文をJournal of Botanyに発表した。
ケニルワースで没した。ラッセルの残した図版はロンドン自然史博物館に保存されている。標本などはバーミンガム・ミッドランド研究所（Birmingham and Midland Institute）で保存された。